# Šasko jezero
Der Šasko jezero (albanisch Liqeni i Shasit) ist ein See im Süden Montenegros. Er liegt in der Gemeinde Ulcinj nahe der albanischen Grenze, eingeklemmt zwischen zwei Hügelzügen, die sich von Südosten nach Nordwesten erstrecken. Der See besitzt eine Fläche von 3,64 Quadratkilometer und ist maximal 7,8 Meter tief. Entwässert wird er über einen rund ein Kilometer langen Kanal zur Buna.